# Radacris
Radacris is een geslacht van rechtvleugeligen uit de familie veldsprinkhanen (Acrididae). De wetenschappelijke naam van dit geslacht is voor het eerst geldig gepubliceerd in 1983 door Ronderos & Sánchez.

## Soorten
Het geslacht Radacris  is monotypisch en omvat slechts de volgende soort:
- Radacris minutus (Roberts, 1937)